# Verlängerungsfaktor
Der Begriff Verlängerungsfaktor wird in der Fotografie in mehreren unterschiedlichen Zusammenhängen verwendet. Der Verlängerungsfaktor kann sich auf die Belichtungszeit bei der Aufnahme, auf vom Standard abweichende Bedingungen bei der Filmentwicklung oder auf die Brennweite von Objektiven oder Objektivvorsätzen beziehen.

## Verlängerungsfaktor für die Belichtung

### Filter
Bei der Verwendung von Filtern gibt es einen Verlängerungsfaktor für die Belichtungszeit. Bei TTL-Messung (through the lens, durch die Linse) wird dieser Faktor mitgemessen und somit automatisch berücksichtigt, sofern durch extreme Farbänderungen (z. B. beim Rot-Filter) keine Fehlmessungen des in die Kamera eingebauten Sensors, der auch auf ein bestimmtes Farbspektrum sensibilisiert ist, auftreten.

### Optische Filter in der Schwarzweiß-Digitalfotografie
Die Verwendung von klassischen, optischen Filtern bei der Digitalfotografie unterliegt einer Besonderheit, da CCD- oder CMOS-Sensoren nicht panchromatisch sind. Der durch die TTL-Messung berücksichtigte Verlängerungsfaktor muss mit einer entsprechenden Minus-Korrektur der Belichtung unter Berücksichtigung der Grundtransparenz des Filters kompensiert werden. Geschieht dies nicht, führt der Verlängerungsfaktor zum Ausschießen der dominanten Farbe im entsprechenden Farbkanal, was sich nach der Konvertierung in Schwarzweiß in zeichnungslosen Bereichen darstellt.
Im Gegensatz zur Filterung durch Manipulation der Farbkanäle auf Software-Ebene (Kanalmixer) beeinflussen optische Filter konkrete Wellenlängen des Lichtes und ermöglichen so neben der althergebrachten, fein abstufbaren, gestalterischen Wirkung auch die Selektion von Wellenlängenbereichen in der analytischen Fotografie.
Schmalband-Filter der Spektralbereiche Rot und Blau unterliegen an der Digitalkamera Einschränkungen, da sie aufgrund der Konstruktion des Bayer-Patterns zu Auflösungsverlusten führen. Breitband-Filter beider Bereiche, die auch jeweils den Grünkanal partiell ansprechen (z. B. Orange- und Blaugrünfilter sowie Blaufilter niedriger Dichte), sind in ihrer Anwendung unkritisch und ermöglichen die Nutzung der vollen Auflösung.

### Verlängerungsfaktor bei Nahaufnahmen mittels Auszugsverlängerung
Bei TTL-Messung (through the lens, durch die Linse) wird der Verlängerungsfaktor mitgemessen und somit automatisch berücksichtigt. Wenn jedoch mit einem externen (Hand)-Belichtungsmesser gearbeitet wird, ist zu berücksichtigen, dass mit zunehmender Entfernung des Objektivs von der Filmebene die Lichtmenge, die auf die Filmebene trifft, geringer wird. Die grundsätzlich für ein auf die Entfernung unendlich am Objektiv kalibrierten Blendenwerte würden nicht mehr stimmen, eine Belichtungskorrektur ist vorzunehmen.
Der Verlängerungsfaktor lässt sich berechnen aus:
{\displaystyle {\text{Faktor}}={\frac {({\text{Auszug oder Bildweite}})^{2}}{{\text{Brennweite}}^{2}}}=\left({\frac {\text{Auszugsverlängerung}}{\text{Brennweite}}}+1\right)^{2}}
Aus dem Faktor kann die Blende wie folgt ermittelt werden:
{\displaystyle {\text{Blendenschritte}}=\log _{2}{({\text{Faktor}})}={\frac {\log {({\text{Faktor}})}}{\log {(2)}}}\approx {\frac {\log {({\text{Faktor}})}}{0{,}3}}}
Unter Bildweite versteht man dabei den Abstand zwischen dem von einer optischen Linse oder einem Spiegel erzeugten Bild und der bildseitigen Hauptebene der Optik entlang der optischen Achse. Bei unendlicher Entfernung des Motivs von der Kamera ist die Bildweite gleich der Brennweite.

### Extreme Belichtungszeiten
Sowohl auf extrem lange Belichtungszeiten (Schwarzschildeffekt) als auch sehr kurze Belichtungszeiten (Kurzzeiteffekt) reagieren Filme mit Unterbelichtungen. Bei Farbfilmen kommt es zusätzlich meist zu verfälschten Farben, da sich die Effekte auf die drei bis vier lichtempfindlichen Schichten unterschiedlich auswirken. Während die erforderliche Verlängerung der Belichtungszeiten recht gut beherrschbar ist, erfordert eine korrekte Ausfilterung von Farbstichen viel Erfahrung.

## Verlängerungsfaktor für die Brennweite bei Vorsatzobjektiven
Die Brennweite eines Objektivs ist zusammen mit dem Format des verwendeten Films ein Maß für den Bildwinkel, den ein Objektiv aufnimmt. Sie ist eine feste Eigenschaft des Objektivs (bei Varioobjektiven kann man die Brennweite in bestimmten Grenzen ändern). Man kann jedoch durch die Verwendung spezieller Baugruppen (so genannter Konverter) die vorgesehene Brennweite von Objektiven variieren. Der Verlängerungsfaktor gibt die Zahl an, mit der die auf dem Objektiv aufgedruckte Brennweite zu multiplizieren ist, um die resultierende Brennweite zu erhalten. Beim Weitwinkelkonverter ist der Faktor kleiner, beim Telekonverter größer als eins.

## Digitalkameras
Bei Digitalkameras wird der Begriff Verlängerungsfaktor (auch: Brennweitenverlängerungsfaktor) im deutschen Sprachgebrauch häufig falsch für den Formatfaktor, einen Umrechnungsfaktor zwischen den Aufnahmeformaten digitaler Spiegelreflexkameras (DSLR) und ihrer filmbasierten Kleinbild-Vorläufer verwendet.
Die Bildsensoren von DSLR sind bei vielen Modellen kleiner als das Kleinbild-Aufnahmeformat. Häufig können aber bereits vorhandene Objektive filmbasierter Vorgängermodelle weiterverwendet werden. Setzt man zum Beispiel ein übliches Normalobjektiv mit 50 mm Brennweite mit einer digitalen SLR mit kleinerem Sensor ein, so wirkt die resultierende Aufnahme wie mit einem leichten Teleobjektiv aufgenommen, bei einem Formatfaktor von 1,6 also so, als hätte man bei der Kleinbildkamera ein 80 mm-Objektiv verwendet. Tatsächlich ändert sich natürlich nicht die Brennweite und es wird folglich auch nichts verlängert, der Effekt entsteht ausschließlich durch den Beschnitt und den dadurch kleineren ausgenutzten Bildwinkel.

## Filmentwicklung
Abseits der weitestgehend standardisierten Prozesse bei der industriellen Verarbeitung fotografischer Filme werden bei der individuellen Entwicklung zur Erzielung besonderer Effekte oder zum Ausgleich besonderer Aufnahmebedingungen abweichende Verfahren eingesetzt. Hierzu gehören insbesondere die sogenannte Pushentwicklung zur Erzielung einer höheren als der nominellen Filmempfindlichkeit oder der Einsatz stärker verdünnter Entwicklerlösungen, um eine gegenüber dem Standard kontrastmindernde Entwicklung zu erzielen. Der Verlängerungsfaktor für die Entwicklungszeit bei solchen Verfahren ist im Allgemeinen nicht berechenbar, sondern wird experimentell ermittelt und wird in den Datenblättern der verwendeten Fotochemie angegeben.